# Moviment d'Independència Uigur
Moviment d'Independència Uigur és el nom general per a les organitzacions polítiques i socials que volen la independència del Turquestan Oriental (Xinjiang a la Xina).

## Lluites

Bandera de la República del Turquestan Oriental

L'abril de 1990 els líders religiosos de Kaixgar van fundar el Partit Musulmà del Turquestan Oriental i van demanar el final de la dominació xinesa i comunista. Molts joves es van revoltar i van iniciar la lluita armada a la regió d'Aktu el 5 d'abril de 1990, on van combatre uns quants mesos. La repressió xinesa va acabar amb aquesta revolta coneguda com la "rebel·lió del 5 d'abril".
El desembre de 1992 els representants de la regió (aproximadament uns mil) van celebrar un congrés a Ankara que va decidir la separació del Turquestan Oriental de la Xina i la creació de la República del Turquestan Oriental. Es va adoptar la bandera nacional, blava amb mitja lluna i estel blancs, justament idèntica la bandera turca però amb el blau (el color panturc) en lloc de vermell; també es va adoptar al cap de poc un escut nacional, i altres símbols.
El novembre de 1993 dotze ciutats de Sinkiang es van rebel·lar al mateix temps. Les seus comunistes foren destruïdes per bombes. Xina va posar fi a la revolta causant un centenar de baixes als revoltats.
L'abril de 1995 es van produir importants manifestacions nacionalistes a sis ciutats: Zos, Teks, Gundu, Shin Uan, Nileh i Tsavtsar; els manifestants exigien la formació de la república independent dels uigurs i els hasangs. Prop de 200 manifestants van ser morts per la policia i un centenar detinguts.
Del 5 de febrer al 25 d'abril de 1997 es va produir una nova rebel·lió a Inin o Kulja; milers d'uigurs i hasangs van organitzar mítings i manifestacions. Les forces xineses van assetjar la ciutat, i van disparar contra la gent matant unes 10 persones i ferint a un centenar. L'agitació va continuar uns quants dies; uns quaranta uigurs i hasangs van ser afusellats segons l'oposició, i uns quants centenars empresonats (15 de febrer); la rebel·lió va continuar amb actes valerosos com provocar el descarrilament d'un tren amb soldats o la destrucció d'una estació de subministrament d'aigua de les forces xineses; la darrera escaramussa va tenir lloc el 25 d'abril.

## Moviments principals
- Congrés Mundial Uigur
- Associació Canadenca Uigur
- Comitè Uigur de Suècia

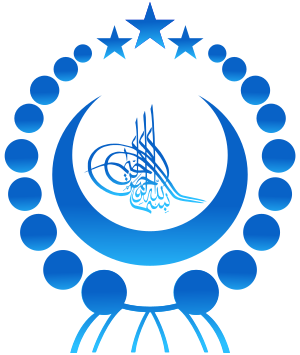
Escut de la República del Turquestan Oriental

- Centre d'Informació del Turquestan Oriental
- Fundació del Turquestan Oriental
- East Turkestan National Freedom Center
- Fundació per la Cultura i la Solidaritat de Turquestan Oriental
- Moviment Islàmic del Turquestan Oriental
- Organització d'Alliberament del Turquestan Oriental
- Organització per l'Alliberament del Turquestan Oriental (Hizb ut-Tahrir)
- Partit Islàmic del Turquestan Oriental
- Fundació de Solidaritat del Turquestan Oriental
- Unió del Turquestan Oriental
- Organització regional Uigur (Ittipak) del Kazakhstan
- Associació d'Unitat Uigur (Ittipak) del Kirguizstan
- Front Revolucionari Unit del Turquestan Oriental
- Associació Uigur de Moscou
- Organització d'Alliberament Uigur
- Unió Democràtica Uigur d'Holanda
- Associació per la Llibertat d'Uiguristan
- Llops del Lop Nor
- Partit d'Oposició del Turquestan Oriental